# Ilse (planetoïde)
(249) Ilse is een planetoïde in de planetoïdengordel tussen de banen van de planeten Mars en Jupiter. Ilse heeft een diameter van ongeveer 35 km en draait in 3,667 jaar om de zon. Ze heeft een sterk ellipsvormige baan waarin de afstand tot de zon varieert tussen de 1,864 en 2,892 astronomische eenheden. De baan maakt een hoek van bijna 10° ten opzichte van de ecliptica.

## Ontdekking en naamgeving
Ilse werd op 16 augustus 1885 ontdekt door de Duitse astronoom Christian Heinrich Friedrich Peters in Clinton. Peters ontdekte tussen 1861 en 1889 in totaal 48 planetoïden.
Ilse is genoemd naar Ilse, in de Germaanse mythologie een prinses die verdwaalde in het feeënrijk.

## Eigenschappen
Ilse draait in meer dan 85 uur (3,5517 dagen) om haar eigen as, wat relatief langzaam is voor een planetoïde. Er zijn extremere gevallen bekend, zoals (288) Glauke. De langzame rotatie kan worden veroorzaakt doordat Ilse een maantje heeft.